# Julius (serie de televisión)
Julius es una serie colombiana producida por Caracol Televisión en 1998. Adaptación del libro Un mundo para Julius de Alfredo Bryce Echenique,  creado por Luis Felipe Salamanca y Dario Garcia. Esta protagonizada por Rafael Londoño como el personaje titular junto con Laure Simpson, Omar Fierro, Jairo Camargo y Jorge Enrique Abello.

## Biografía
Un niño de siete años que construyó un mundo particular alrededor suyo, después de perder a su padre y a su hermanita. A los 5 años, aún sin conocer las letras, Rafael Londoño estaba seguro de que quería ser actor. Su mamá tuvo que leerle una y otra vez los primeros libretos del papel principal de Un mundo para Julius, hasta que los memorizara. 

## Elenco
- Rafael Londoño - Julius
- Laurie Simpson - Susan
- Omar Fierro - Santiago
- Jairo Camargo - José
- Jorge Enrique Abello - Álvaro
- María Eugenia Parra - Clemencia
- Naren Daryanani - Santiago Jr
- Larry Guillermo Mejía - Rafaelito
- Gabriel Valenzuela - Bobby
- Aura Helena Prada - Vilma
- Rosalba Goenaga - Nilda
- Fernando Solórzano - Carlos
- Yolanda García - Bertha
- Fernando Lara - Anatolio
- Rosa Virginia Bonilla - Arminda
- Isabella Gardeazábal - Claudia
- Teresa Gutiérrez - Julia
- Kika Child - La Zanahoria
- Alejandro Buenaventura - Gonzálo
- Juan Manuel Calvo - Arzubiaga
- Roberto Cano (actor)
- Henry Castillo
- Edwin Eissner
- Luis Eduardo Motoa
- Daniel Ariza- Universo